# Куљери
Куљери (итал. Cuglieri) је насеље у Италији у округу Ористано, региону Сардинија.
Према процени из 2011. у насељу је живело 2141 становника. Насеље се налази на надморској висини од 459 м.

## Становништво
| 1936. | 1951. | 1961. | 1971. | 1981. | 1991. | 2001. | 2011. |
| ----- | ----- | ----- | ----- | ----- | ----- | ----- | ----- |
| 4.895 | 4.708 | 4.435 | 3.610 | 3.620 | 3.401 | 3.146 | 2.811 |